# Filziger Flieder

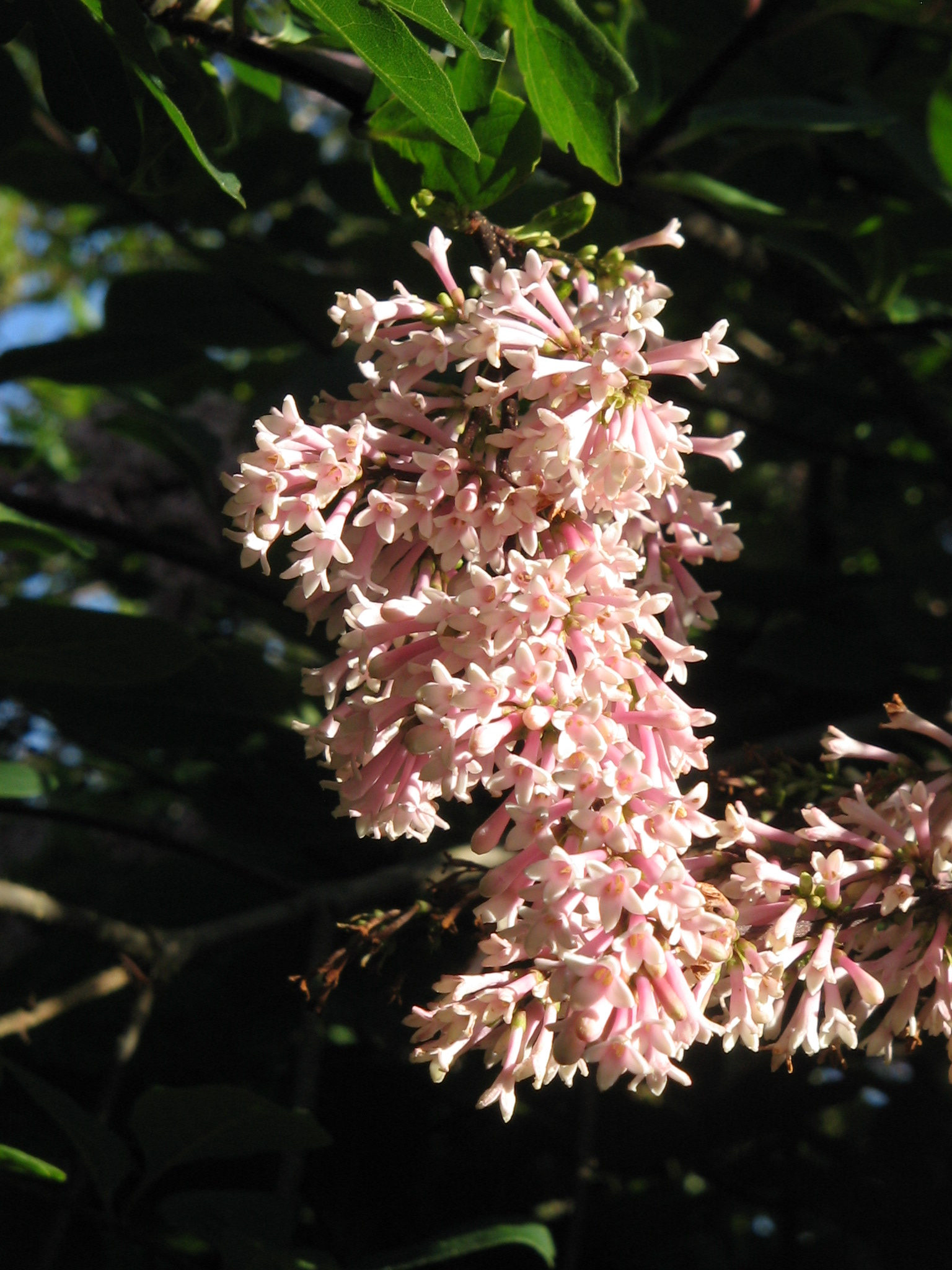
Blütenstand

Der Filzige Flieder (Syringa tomentella) ist ein Strauch mit blass lilarosafarbenen Blüten aus der Familie der Ölbaumgewächse (Oleaceae). Das natürliche Verbreitungsgebiet liegt in China. Die Art wird häufig als Zierstrauch verwendet. 

## Beschreibung
Der Filzige Flieder ist ein 1,5 bis 7 Meter hoher, schlanker Strauch mit spärlich bis dicht behaarten Zweigen. Endknospen sind vorhanden. Die Laubblätter haben einen 0,8 bis 1,5 Zentimeter langen, behaarten, zottig behaarten oder verkahlenden Stiel. Die Blattspreite ist einfach, 2,5 bis 11 Zentimeter lang und 1,5 bis 5 Zentimeter breit, elliptisch-lanzettlich bis eiförmig-lanzettlich, selten eiförmig oder verkehrt eiförmig, mit spitzer bis zugespitzter Blattspitze und keilförmiger oder mehr oder weniger gerundeter Basis. Die Blattoberseite ist sattgrün, angedrückt behaart oder kahl, die Unterseite ist gleich behaart wie die Zweige oder entlang der Blattadern bebartet.
Die Blüten wachsen in 10 bis 25 Zentimeter langen und 4 bis 12 Zentimeter durchmessenden, aufrechten, endständigen oder selten seitständigen, lockeren und beblätterten Rispen. Die Blütenstandsachse ist wie der 1 bis 1,5 Millimeter lange Blütenstiel und der Blütenkelch behaart, zottig behaart oder verkahlend. Der Kelch ist 2,5 bis 3 Millimeter lang. Die Blütenkrone ist 1 bis 1,7 Zentimeter breit und rot-lilafarben, rosafarben oder weiß. Die Kronröhre ist leicht trichterförmig und 0,8 bis 1,4 Zentimeter lang. Die Kronzipfel sind eiförmig bis elliptisch und stehen ausgebreitet. Die Staubbeutel sind gelb und reichen bis zum Schlund der Kronröhre oder etwas darüber hinaus. Die Blüten duften. Als Früchte werden 1,2 bis 2 Zentimeter lange, länglich-elliptische, glatte oder deutlich mit Korkporen besetzte Kapseln gebildet. Der Filzige Flieder blüht von Juni bis Juli, die Früchte reifen im September.

## Verbreitung
Das natürliche Verbreitungsgebiet liegt im Westen der chinesischen Provinz Sichuan. Der Filzige Flieder wächst in Wäldern auf Berghängen, in Dickichten in Tälern oder entlang von Schluchten in Höhen von 2500 bis 3500 Metern auf durchlässigen, frischen bis feuchten, sauren bis neutralen, sandig- oder kiesig-humosen, mäßig nährstoffreichen Böden an sonnigen bis lichtschattigen Standorten. Die Art ist wärmeliebend und meist frosthart.

## Systematik
Der Filzige Flieder (Syringa tomentella) ist eine Art aus der Gattung der Flieder (Syringa) in der Familie der Ölbaumgewächse (Oleaceae). Dort wird die Gattung der Tribus Oleeae zugeordnet. Die Art wurde von Louis Édouard Bureau und Adrien René Franchet 1891 erstmals wissenschaftlich beschrieben. Der Gattungsname Syringa wurde von Linné 1753 gewählt, zuvor ab etwa dem 16. Jahrhundert wurde der Name sowohl für den Gemeinen Flieder (Syringa vulgaris) als auch für den Europäischen Pfeifenstrauch (Philadelphus coronarius) verwendet. Er wurde wahrscheinlich von der griechischen „syrigs“ abgeleitet, einem Blasinstrument, das man aus den Ästen des Pfeifenstrauchs herstellen kann. Das Artepitheton tomentella stammt aus dem Lateinischen und bedeutet „feinfilzig“. Es bezieht sich auf die teilweise dicht filzig behaarten Laubblätter.
Man kann mehrere Unterarten unterscheiden:
- Syringa tomentella subsp. tomentella: Sie kommt im westlichen Sichuan vor.[7] Als Chromosomenzahlen werden 2n = 46 und 2n = 48 angegeben.[3]
- Syringa tomentella subsp. yunnanensis (Franch.) Jin Y.Chen & D.Y.Hong (Syn.: Syringa yunnanensis Franch.): Sie kommt vom südöstlichen Tibet bis zum südwestlichen Sichuan und zum nordwestlichen Yunnan vor.[7] Die Chromosomenzahl beträgt 2n = 44.[8]
- Syringa tomentella subsp. sweginzowii (Koehne & Lingelsh.) Jin Y.Chen & D.Y.Hong: Sie wird von manchen Autoren auch als eigene Art Syringa sweginzowii Koehne & Lingelsh. angesehen. Sie kommt vom südöstlichen Tibet bis zum westlichen Sichuan vor.[7]

## Verwendung
Der Filzige Flieder wird häufig wegen der dekorativen und duftenden Blüten als Zierstrauch verwendet.

## Nachweise